# Республиканские выборы в СССР (1980)
Летом 1980 года в Союзе Советских Социалистических Республик прошли республиканские выборы, по итогу которых были избраны Верховные Советы союзных республик СССР.

## Ход выборов
| Страна  | Выборы                                  | Итоги      | Примечания        |
| ------- | --------------------------------------- | ---------- | ----------------- |
| АзССР   | Выборы в Верховный Совет АзССР (1980)   | 450 из 450 |                   |
| АрССР   | Выборы в Верховный Совет АрССР (1980)   | 340 из 340 |                   |
| БССР    | Выборы в Верховный Совет БССР (1980)    | 485 из 485 |                   |
| ГССР    | Выборы в Верховный Совет ГССР (1980)    | 440 из 440 |                   |
| КазССР  | Выборы в Верховный Совет КазССР (1980)  | 506 из 506 |                   |
| КирССР  | Выборы в Верховный Совет КирССР (1980)  | ???        | Состав неизвестен |
| ЛатССР  | Выборы в Верховный Совет ЛатССР (1980)  | 325 из 325 |                   |
| ЛитССР  | Выборы в Верховный Совет ЛитССР (1980)  | 350 из 350 |                   |
| МССР    | Выборы в Верховный Совет МССР (1980)    | ???        | Состав неизвестен |
| РСФСР   | Выборы в Верховный Совет РСФСР (1980)   | 650 из 975 |                   |
| ТаджССР | Выборы в Верховный Совет ТаджССР (1980) | 488 из 488 |                   |
| ТурССР  | Выборы в Верховный Совет ТурССР (1980)  | ???        | Состав неизвестен |
| УзССР   | Выборы в Верховный Совет УзССР (1980)   | 510 из 510 |                   |
| УССР    | Выборы в Верховный Совет УССР (1980)    | ???        | Состав неизвестен |
| ЭССР    | Выборы в Верховный Совет ЭССР (1980)    | 285 из 285 |                   |